# Нововербське
Новове́рбське — село в Україні, у Синельниківському районі Дніпропетровської області. Входить до складу Брагинівської сільської громади. Населення становить 65 осіб. Орган місцевого самоврядування — Брагинівська сільська рада.

## Історія
12 червня 2020 року, відповідно до розпорядження Кабінету Міністрів України № 709-р від «Про визначення адміністративних центрів та затвердження територій територіальних громад Дніпропетровської області», увійшло до складу Брагинівської сільської громади.
19 липня 2020 року, в результаті адміністративно-територіальної реформи та ліквідації  Петропавлівського району, село увійшло до складу новоутвореного Синельниківського району.

## Географія
Село Нововербське знаходиться за 3 км від села Богдано-Вербки і за 2,5 км від села Далеке (Лозівський район).

## Населення

### Мова
Розподіл населення за рідною мовою за даними перепису 2001 року:
| Мова       | Відсоток |
| ---------- | -------- |
| українська | 7,7 %    |
| російська  | 92,3 %   |